# Jinzū (Fluss)
Der Jinzū (jap. 神通川, -gawa) ist ein Fluss, der von der Präfektur Gifu in die Präfektur Toyama in Japan fließt.
Er wird in Gifu auch Miyagawa (宮川) genannt. Er ist 120 Kilometer lang und hat ein Einzugsgebiet von 2720 Quadratkilometern.
Die Quelle des Flusses liegt auf dem Berg Kaore in Gifu. An der Grenze von Gifu und Toyama fließt er mit dem Takahara zusammen. Anschließend fließt er in gerader Linie nach Norden und ergießt sich in die Toyama-Bucht im Japanischen Meer.
Einst floss sein Lauf in Mäandern durch die Stadt Toyama. Später wurde er jedoch in ein neues Bett westlich der Stadt verlegt, um Hochwasser zu vermeiden.
Das Rathaus von Toyama und andere öffentliche Gebäude stehen im ehemaligen Flussbett.
Der Fluss wurde bis 1950 durch Bergbau mit Cadmium verseucht, so dass in den Städten am Unterlauf massenhafte Vergiftungserscheinungen auftraten, die als Itai-Itai-Krankheit bekannt wurden.
Die Kaiserlich Japanische Marine hatte einen Kreuzer namens Jintsū.

## Verlauf des Flusses
Der Jinzū durchfließt folgende Orte:
- Präfektur Gifu:
  - Hida
- Präfektur Toyama
  - Toyama